# NK Bravo
NK Bravo je slovinský fotbalový klub z Lublaně. Hraje 1. slovinskou ligu, nejvyšší fotbalovou soutěž v zemi. V sezóně 2024/25 se kvalifikoval do předkola Konferenční ligy.
Klub byl založen v roce 2006. První ligu hraje od sezóny 2019/20.

## Významní trenéři
- Dejan Grabic (2017–2023)

## Významní hráči
- Besart Abdurahimi
- Andraž Kirm

## Výsledky
Výsledky od sezóny 2017/18.
| Sezóna  | Soutěž                         | Úroveň | Pozice |
| ------- | ------------------------------ | ------ | ------ |
| 2017/18 | Druha slovenska nogometna liga | 2.     | 6.     |
| 2018/19 | Druha slovenska nogometna liga | 2.     | 1.     |
| 2019/20 | Prva slovenska nogometna liga  | 1.     | 6.     |
| 2020/21 | Prva slovenska nogometna liga  | 1.     | 5.     |
| 2021/22 | Prva slovenska nogometna liga  | 1.     | 5.     |
| 2022/23 | Prva slovenska nogometna liga  | 1.     | 8.     |
| 2023/24 | Prva slovenska nogometna liga  | 1.     | 4.     |